# Støtte Til Soldater Og Pårørende
Støtte Til Soldater Og Pårørende (STSOP) er en civil støtte-forening oprettet den 3. januar 2008.
Foreningen har til formål at rejse midler til oprettelse samt opretholdelse af det økonomiske grundlag for Danske Soldater og Pårørendes Støtte Fond (DSPF), bl.a. igennem indsamlinger. 
Fonden skal yde økonomisk støtte til pårørende af dræbte soldater og militært personel, samt til soldater som er kommet til skade i tjenesten.

## Ekstern henvisning
- STSOPs hjemmeside Arkiveret 1. februar 2009 hos  Wayback Machine